# Melusina von der Schulenburg
Petronilla Melusina von der Schulenburg, Contessa di Walsingham (1º aprile 1693 – 16 settembre 1778), era la figlia illegittima di Re Giorgio I di Gran Bretagna e della sua amante di lunga data, Melusine von der Schulenburg, Duchessa di Kendal.

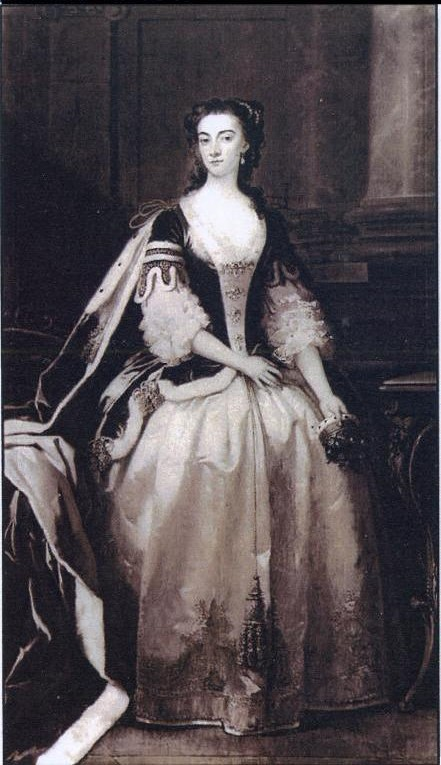
Melusine, contessa di Chesterfield ritratta in qualità di viceregina d'Irlanda, c.1745-46

Nel 1722, Melusina fu creata Contessa di Walsingham e Baronessa di Aldborough come pari a vita.
A Isleworth nel Middlesex, il 5 settembre 1733 sposò Philip Stanhope, IV conte di Chesterfield, uno dei principali politici whig.
La coppia non ebbe figli, ma è possibile che Melusina possa essere stata la madre di Benedict Swingate Calvert, figlio illegittimo di Charles Calvert, V barone Baltimore, nato in Inghilterra intorno al 1730-32. L'identità della madre non è infatti del tutto chiara, ma alcune fonti suggeriscono che sia stata appunto Melusina von der Schulenburg.